# Phidoloporidae
Famille
Synonymes
- Reteporidae Smitt, 1868
- Sertellidae Jullien in Jullien & Calvet, 1903

Les Phidoloporidae sont une famille de bryozoaires de l'ordre des Cheilostomatida.

## Liste des genres
Selon World Register of Marine Species (18 mars 2016) :
- genre Bryorachis Gordon & Arnold, 1998
- genre Chevron Gordon, 1989
- genre Crenulatella Sokolover, Taylor & Ilan, 2016
- genre Dentiporella Barroso, 1926
- genre Dictyochasma Hayward, 1999
- genre Fodinella Tilbrook, Hayward & Gordon, 2001
- genre Hippellozoon Canu & Bassler, 1917
- genre † Hippopozoon Canu & Bassler, 1929
- genre Iodictyum Harmer, 1933
- genre Metacleidochasma Soule, Soule & Chaney, 1991
- genre Phidolopora Gabb & Horn, 1862
- genre Plesiocleidochasma Soule, Soule & Chaney, 1991
- genre Pleuromucrum Vigneaux, 1949
- genre Psammocleidochasma Winston & Vieira, 2013
- genre Psileschara Busk, 1861
- genre † Psilosecos Canu & Bassler, 1933
- genre Reteporella Busk, 1884
- genre Reteporellina Harmer, 1933
- genre Rhynchozoon Hincks, 1895
- genre Schizoretepora Gregory, 1893
- genre Schizotheca Hincks, 1877
- genre Sparsiporina d'Orbigny, 1852
- genre Stephanollona Duvergier, 1921
- genre Triphyllozoon Canu & Bassler, 1917